# Petar Đorđić
Petar Đorđić, cyr. Петар Ђорђић (ur. 17 września 1990 w Šabacu) – serbski piłkarz ręczny, reprezentant kraju, grający na pozycji lewego rozgrywającego.
Obecnie występuje w Bundeslidze, w drużynie SG Flensburg-Handewitt.
2 kwietnia 2008 razem z ojcem Zoranem wystąpił w meczu HSG Wetzlar przeciwko Rhein-Neckar Löwen. Takie zdarzenie miało miejsce po raz pierwszy w historii niemieckiej piłki ręcznej na poziomie Bundesligi.

## Sukcesy

### klubowe
- Mistrzostwa Niemiec:
  -  2012
- Puchar Zdobywców Pucharów:
  -  2012